# Angolaturako
Angolaturako (latin: Tauraco erythrolophus) er en turako fra det afrikanske land Angola, hvor den lever i regnskoven.

## Føde
Angolaturako spiser hovedsageligt frugt, men ingen specifikke data findes for dens naturlige fødevalg.

## Adfærd
Angolaturakoen foretrækker at løbe langs grene, frem for at flyve.